# Bart fait des bébés
Bart fait des bébés (What to Expect When Bart's Expecting) est le dix-neuvième épisode de la vingt-cinquième saison de la série télévisée Les Simpson et le 549e épisode de la série. Il est sorti en première sur la chaîne américaine Fox le 27 avril 2014.

## Résumé
Moe et d'autres tenanciers de bars se réunissent pour relancer leurs ventes en organisant une tournée des bars où les buveurs sont déguisés en super-héros. Homer prend une cuite mémorable et se réveille sur la pelouse du jardin. Bart ne veut pas prendre de cours d'art à l'école et déteste que la prof l'encourage quoi qu'il fasse et admire ses œuvres. Pour se débarrasser d'elle, il décide, sur les conseils de Shauna, de recourir au vaudou. Avec Milhouse, il jette un sort à l'aide d'une poupée au cours d'un rituel, et s'attend à ce qu'elle ne vienne pas faire cours le lendemain. Mais elle arrive et annonce qu'elle est enceinte. La rumeur se répand, d'abord à l'école, puis au bar de Moe, que Bart a le pouvoir de rendre les femmes enceintes. Un couple vient le voir pour requérir ses services en désespoir de cause et n'y croyant pas trop. Bart pratique le rituel vaudou contre finances et quelques semaines plus tard, le couple revient lui annoncer que ça a marché et le recommander à d'autres personnes. C'est toute une foule qui fait la queue devant sa tente pour ses sorts. Homer par contre, est furax contre lui, mais il se fait enlever avec son fils par Gros Tony qui veut un bébé lui aussi, mais de deux chevaux de course pour engendrer un champion pur-sang. Bart est pris au piège et accuse son père d'être à l'origine de ses problèmes en étant une mauvaise influence. Homer promet d'être un meilleur père et va l'aider à accoupler les chevaux. Mais cela se révèle plus compliqué que prévu.

## Réception
Lors de sa première diffusion l'épisode a attiré 3,45 millions de téléspectateurs.